# Ines Lutz
Ines Lutz (München, 15 juni 1983) is een Duits actrice. Ze speelde onder andere de rol van Anne Meierling in de televisieserie Der Bergdoktor.

## Biografie
Lutz studeerde aan St. Claire's College in Oxford. Haar eerste grote rol was in de televisieserie Lindenstraße, waar ze in 2001 de rol van Franziska Brenner vertolkte. Tegelijkertijd studeerde ze rechten aan de Ludwig-Maximilians-Universität in München, waar ze in 2005 afstudeerde. Volgens Lutz was deze studie vooral bedoeld als veilige optie, omdat ze nogal onzeker was over het uitoefenen van het beroep van actrice. Ze heeft echter nooit daadwerkelijk de intentie gehad om aan een juridische carrière te beginnen.
Tevens volgde ze een driejarige acteeropleiding Folkwang-Hochschule in Essen. 
In 2011 kreeg Lutz de rol van Theresa Burger in de televisieserie Sturm der Liebe. Van 2013 tot 2022 speelde Anne Meierling in de serie Der Bergdoktor. 

## Filmografie

### Film
- 2001: Rave Macbeth

### Televisie
- 2001–2005, 2009: Lindenstraße
- 2002: St. Angela (afl. "Der Preis der Liebe")
- 2002–2004: Mein Leben & Ich (10 afl.)
- 2009: Der Komödienstadel – Die Doktorfalle (tv-film)
- 2011: Der Landarzt (4 afl.)
- 2011–2012: Sturm der Liebe
- 2012: SOKO 5113 – (afl. "Unter die Räder")
- 2013: Herzensbrecher – Vater von vier Söhnen (afl. "Vatergefühle")
- 2013–2022: Der Bergdoktor (81 afl.)
- 2015: SOKO 5113 (afl. "Offline")
- 2016: SOKO Leipzig (afl. "Gestohlenes Leben")
- 2017: Die Bergretter (afl. "Am Abgrund")
- 2017: Die Rosenheim-Cops (afl. "In die Falle gerast")
- 2017: WaPo Bodensee (afl. "Der Fremde")
- 2018: In aller Freundschaft – Die jungen Ärzte (afl. "Der falsche Weg")
- 2018: Morden im Norden (afl. "Über den Tod hinaus")
- 2018–2019: Weingut Wader (4 afl.)
- 2019: Hubert ohne Staller (afl. "Die letzte Wurscht")
- 2019–2025: Watzmann ermittelt (48 afl.)
- 2024: Die Rosenheim-Cops (afl. "Der Makler vom See")
- 2025: Bettys Diagnose (afl. "Lebenslügen")
- 2025: SOKO Leipzig (afl. "Pass auf dich auf")
- 2025: Frühling (afl. "Die Mutter, die es nie gab")